# یواس‌اس توماسون (دی‌یی-۲۰۳)
یواس‌اس توماسون (دی‌یی-۲۰۳) (به انگلیسی: USS Thomason (DE-203)) یک کشتی بود که طول آن ۳۰۶ فوت (۹۳ متر) بود. این کشتی در سال ۱۹۴۳ ساخته شد.